# Geely Yuanjing X1
La Geely Yuanjing X1 è un'autovettura prodotta dalla casa automobilistica cinese Geely dal 2017.

## Descrizione
La Yuanjing X1 è un Crossover SUV di piccole dimensioni, che è stata lanciata sul mercato automobilistico cinese a maggio 2017. La vettura si va a posizionare sotto la Geely Yuanjing X3.
La Vision X1 di serie è equipaggia con pneumatici Linglong Tire Green-Max dalla misura 175/60 R15. L'assale anteriore è dotato di freno a disco, mentre quello posteriore è a tamburo. Interno si caratterizza per la presenza di due display, uno per il quadro strumenti e altro per il sistema multimediale da 10 pollici.
A spingere la vettura ci sono due motorizzazioni a quattro cilindri aspirate, da 
1.0 e 1.5 litri entrambe a benzina abbinate ad una trasmissione manuale a 5 velocità o automatica a 4 marce.